# Lick Peak
Lick Peak är en bergstopp i Kanada.   Den ligger i provinsen Alberta, i den centrala delen av landet, 3 100 km väster om huvudstaden Ottawa. Toppen på Lick Peak är 2 862 meter över havet.
Terrängen runt Lick Peak är bergig västerut, men österut är den kuperad.Trakten runt Lick Peak är nära nog obefolkad, med mindre än två invånare per kvadratkilometer.. Det finns inga samhällen i närheten. 
Trakten runt Lick Peak består i huvudsak av gräsmarker.